# Dieter Ziegler (Historiker)
Dieter Ziegler (* 3. Januar 1956 in Minden) ist ein deutscher Historiker und Hochschullehrer.

## Akademischer Werdegang
Ziegler studierte Geschichte, Germanistik, Soziologie an der Universität Bielefeld. 1988 promovierte er am Europäischen Hochschulinstitut Florenz mit einer Arbeit über die Bank of England, die 1990 unter dem Titel Das Korsett der „Alten Dame“. Die Geschäftspolitik der Bank von England, 1844–1913 publiziert wurde. 1995 habilitierte er sich mit einer Studie über Eisenbahnen und Staat im Zeitalter der Industrialisierung. Die Eisenbahnpolitik der deutschen Staaten im Vergleich.
Als Dozent tätig war er an den Hochschulen in Bielefeld, Tübingen, Paderborn, Stockholm, Berlin und Bochum. Von 1998 bis 2002 arbeitete er als wissenschaftlicher Projektmitarbeiter am Hannah-Arendt-Institut für Totalitarismusforschung. Seit 2003 ist er Professor für Wirtschafts- und Unternehmensgeschichte an der Ruhr-Universität Bochum.
Schwerpunkte seiner Forschung sind die Unternehmensgeschichte, insbesondere die Bankengeschichte, die Geschichte der Währungspolitik, die Industrialisierung Europas und die Geschichte der Montanindustrie. Darüber hinaus zählen die Verkehrsgeschichte, die Sozialgeschichte des Wirtschaftsbürgertums und Wirtschaftsgeschichte des „Dritten Reichs“ zu seinen Forschungsgebieten.
Ziegler ist Autor des mittlerweile in der dritten Auflage erschienenen Lehrbuches Die Industrielle Revolution. Zudem ist er zusammen mit Rainer Fremdling, Toni Pierenkemper, Werner Plumpe und weiteren Historikern Mitherausgeber des Jahrbuchs für Wirtschaftsgeschichte.
Im Jahr 2009 wurde er zum ordentlichen Mitglied der Historischen Kommission für Westfalen gewählt.

## Publikationen (Auswahl)
- Die Industrielle Revolution, 3. Auflage, Darmstadt 2012, ISBN 978-3-534-25604-4.
- Eisenbahnen und Staat im Zeitalter der Industrialisierung. Die Eisenbahnpolitik der deutschen Staaten im Vergleich, Stuttgart 1996, ISBN 3-515-06749-3.
- Das Korsett der „Alten Dame“. Die Geschäftspolitik der Bank of England 1844–1913, Frankfurt am Main 1990, ISBN 3-7819-0463-6.